# Chansonnier de Zeghere van Male
Pour les articles homonymes, voir chansonnier.

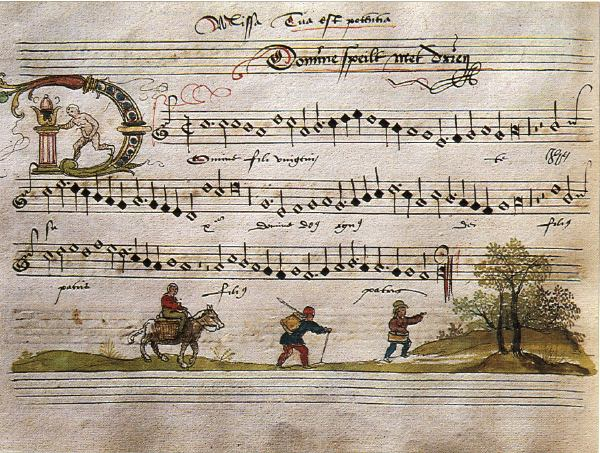
Détail d'une page enluminée du chansonnier de Zeghere van Male (MSS 125-28 de la Bibliothèque municipale, Cambrai).

Le chansonnier de Zeghere van Male (Zeghere de Male) est un recueil manuscrit de chansons réunies en 1542 par un riche marchand de Bruges : Zeghere van Male.

## Cadre historique

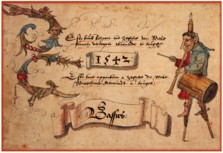
Détail d'une page datée 1542 du chansonnier de Zeghere van Male (MSS 125-28 de la Bibliothèque municipale, Cambrai).

Vers 1500, la culture musicale de la classe moyenne était principalement inspirée par les coutumes musicales des différentes cours d'Europe. L'aptitude à chanter une partie d’une composition à plusieurs voix ou à jouer d'un instrument était une évidence dans l'éducation de la classe moyenne supérieure.
Les chansonniers devinrent très populaires vers la fin du XVe siècle et au début du siècle suivant. Ils ont leur origine dans des églises importantes (comme c'est le cas du Glogauer Liederbuch, c'est-à-dire le chansonnier de Głogów) et dans les cours fastueuses (comme c'est le cas des chansonniers de Marguerite d'Autriche), mais peu à peu ils furent également compilés pour la classe moyenne supérieure (par exemple, les chansonniers nord-italiens et le chansonnier de Jérôme Laurin de Watervliet) et pour les étudiants (par exemple, le chansonnier de Johannes Heer). L'imprimerie musicale, née à Venise (par exemple, l’Odhecaton de Petrucci, publié en 1501), permettait la vulgarisation des recueils de chansons et facilitait une plus grande diffusion. Néanmoins, l'acquisition de chansonniers manuscrits parfois joliment illustrés se poursuivait à plus petite échelle,. L'un de ces manuscrits exceptionnellement beaux est le chansonnier de Zeghere van Male, un bourgeois de Bruges, une ville en Flandre qui atteignit le point culminant de sa créativité musicale pendant la période s'étendant du milieu du XVe siècle jusqu'au milieu du siècle suivant.

## Zeghere van Male

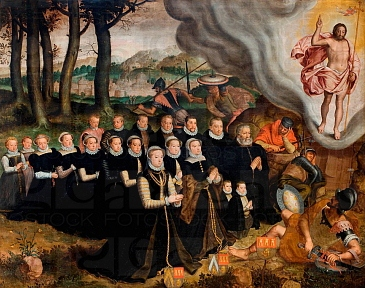
Ex-voto de Zeghere van Male et sa famille, peint par Pierre Pourbus en 1578 (église Saint-Jacques, Bruges).

Un ex-voto, peint par Pierre Pourbus, nous montre Van Male, entouré de sa famille, et nous apprend qu'il était un marchand, un époux (marié deux fois), un père de seize enfants, un homme politique, un écrivain et un bourgeois cultivé. Il est également connu pour avoir tenu une chronique détaillée, en néerlandais, des troubles à Bruges.
Le chansonnier fut compilé en 1542, au moment où l'imprimerie musicale, qui engendrait une plus grande diffusion de la musique parmi les classes moyennes, démarra pour de bon aux anciens Pays-Bas. 
Sur la page de titre des quatre livres volumineux (chacun comptant plus de trois cents pages et un pour chacune des quatre voix) de ce chansonnier est rédigé, en deux langues, ce texte : 
Desen bouck behoort toe Zeghere van Male
bocraen vercooper wuenende te Brugghe
1542
S’este livre appartient a Zeghere de Male
Marchant demourant a Bruges [sic].

## Le manuscrit

### Présentation
De nos jours, le livre est conservé à la Bibliothèque municipale de Cambrai (sous les nos  125-128) . La table des matières du chansonnier énumère 25 compositeurs de 80 pièces environ. Les compositeurs auxquels on attribue le plus grand nombre de compositions sont Apenzeller (quatorze pièces), De Hondt (treize pièces) et Lupi (sept pièces).
L'ouvrage est d'une importance exceptionnelle, car il révèle beaucoup de choses sur le genre de musique exécutée au sein des classes moyennes supérieures au cours de la première moitié du XVIe siècle, et aussi parce qu'il contient une grande diversité de genres.

### Les genres

#### La musique sacrée
La musique sacrée est représentée par non moins de treize messes-parodies, ainsi que par deux fragments de telles messes, et par 64 motets. Cette musique est composée en partie par de célèbres compositeurs internationaux (Willaert, Josquin et Mouton) et en partie par des compositeurs locaux (Lupus, Gheerkin, Lapperdey et Raedt). Sans doute, à cette époque, on prenait connaissance de cette musique en assistant à la messe dans les églises collégiales ou paroissiales,.
Étonnamment, l’ouvrage manuscrit comprend aussi des compositions qui ne seront imprimées que plus tard, comme le motet profane Dulces exuviae (sur les paroles de Virgile) de Willaert, que celui-ci remit sans doute personnellement à Zeghere van Male, car précisément en 1542, le compositeur faisait son premier voyage de Venise aux Pays-Bas. 

#### La musique profane

##### Les chansons néerlandaises
La musique profane est représentée par les chansons polyphoniques néerlandaises (neuf en tout), un genre typique des anciens Pays-Bas. Parmi celles-ci, il y a des chansons courtoises comme Mijn hert altijt (Mon cœur toujours), de La Rue, et des dérivés courtois du thème de la nostalgie de l'amour. Un autre genre de chansons profanes est représenté par la chanson moqueuse et grivoise Het was my wel te vooren gheseyt (J'ai été bien prévenue) de De Hondt, qui est basée sur la deuxième strophe de Den winter comt aen (L'hiver arrive) du célèbre recueil de chansons d'Anvers (édition connue de 1544), déjà inscrit à l'index des livres interdits en 1546. 

##### Les chansons françaises
Dans le domaine de la musique profane, la chanson française (le manuscrit en comprend 126 en tout) conserve son statut de genre préféré du public. En dehors de compositeurs français tels que Janequin et Sermisy, il y a aussi des compositeurs autochtones de musique vocale, comme De Hollande, De Hondt et Lupus, qui ont écrit des chansons dans la tradition française. Du point de vue stylistique, il y a une diversification allant d'une écriture assez homophone (Jouissance et O cueur ingrat) en passant par une assez polyphonique (Resjoïssés vous et Qui l’ara) jusqu’à une strictement canonique (par exemple, le double canon dans Mon petit cueur),. 

##### Les madrigaux italiens
Un autre genre, découvert aux Pays-Bas et devenu très populaire par la suite, est le madrigal italien, représenté dans le manuscrit par trois compositions de Verdelot. 

##### La musique instrumentale
Le dernier genre représenté est celui de la musique instrumentale. Deux catégories peuvent être distinguées ici : celle de la musique purement instrumentale (douze pièces sans paroles) et un ensemble de modèles vocaux qui sont en partie munis de paroles et qui peuvent être exécutés comme des « chansons » instrumentales. Dans le domaine de la musique purement instrumentale, les danses dominent. Avec quelques chansons courtoises, ces danses (pavane, basse danche ou basse dance…) représentent les derniers vestiges de la culture courtoise adoptée par les classes moyennes. Il y a aussi un preludium qui peut être considéré comme l'un des premiers exemples de ce genre aux Pays-Bas,. 
Même du répertoire vocal, une exécution instrumentale était envisageable.

### Enluminures
Les enluminures aux couleurs éclatantes ont été appliquées avec un soin minutieux. Les initiales ornées - des miniatures qui occupent parfois une page entière - et les enluminures, souvent sous l’aspect de fantasmes bizarres ayant peu de rapport avec le contenu de la musique, élèvent ce chansonnier au-dessus du niveau moyen du manuscrit de musique bourgeoise.